# 蔡夫人
蔡夫人，是後漢時代荊州牧劉表的后妻，亦是劉表屬下將領蔡瑁之妹，一曰為蔡瑁之姊。
在曹操和袁紹官渡對戰時，韓嵩勸諫劉表表態而被強行出使許昌。韓嵩見到曹操強勢，使命完後建議劉表派質子侍奉朝廷，因此激怒劉表而被下令處死。蔡夫人認為韓嵩忠良，因此勸說：「韓嵩，楚國之望也；且其言直，誅之無辭。」使劉表轉意改為囚禁韓嵩。
劉表的兩個兒子劉琦和劉琮都不是蔡夫人所生的。由於她的侄女嫁給了劉琮，因此蔡夫人對劉琮偏愛，常在劉表面前稱讚劉琮而說劉琦的是非。劉表死後，她聯合蔡瑁令劉琮取代劉琦成為繼承者。
諸葛亮的妻子黃月英是蔡夫人的外甥女。

## 三國演義
在三國演義中，蔡夫人是劉琮的生母。他討厭劉琦並聯合蔡瑁陷害他。劉琦聽從諸葛亮的建議逃走至江夏。
在劉表死後，劉琮繼承其位。而當曹操入侵荊州時，劉琮投降並往北方走。蔡夫人和劉琮在逃走期間被曹操的部下殺死。